# 袓厲縣
袓厲縣，《續漢志》誤抄作租厲，中国古縣名。
西漢置，治所在今甘肅省會寧縣西北郭城。屬安定郡。王莽時期，改袓厲縣為鄉禮縣。東漢復名袓厲縣，屬并州武威郡。西晉廢。
「袓」，拼音：，南京官话：，中古擬音：cia，切，音同「嗟」 ，邊旁是“衤”不是“礻”，但自古就有很多人誤認作“祖”。積非成是，故今有祖厲河。

## 參看
- 袓厲河